# Araneus granti
Araneus granti là một loài nhện trong họ Araneidae.
Loài này thuộc chi Araneus. Araneus granti được Henry Roughton Hogg miêu tả năm 1914.